# Affaire de l'uranium au Nouveau-Brunswick
Avec l'augmentation de la valeur de l'uranium, il y a eu un projet d'exploiter ce minerai dans la province canadienne du Nouveau-Brunswick. Le projet a engendré une forte opposition d'une partie de la population.

## Contexte
Les deux seules mines d'uranium en activité au pays se trouvent en Saskatchewan, tandis qu'il y a d'autres mines non exploitées en Ontario et une aux Territoires du Nord-Ouest. Certaines de ces mines furent abandonnées à la suite de la baisse de la valeur du métal. À cause de la spéculation, la valeur de l'uranium est passée de 8 $ à 95 $ la livre entre 2000 et 2008. Des entreprises voudraient rouvrir les mines pour cette raison.
Les gisements trouvés jusqu'à maintenant dans la province contiennent peu d'uranium, en moyenne une concentration de 0,1 % ce qui, selon Donald Arseneault, ministre des Ressources naturelles du Nouveau-Brunswick, ne mérite même pas qu'on utilise le mot « mine ».

## Exploration
En mai 2008, Valle Inco chercha des gisements au sud et à l'ouest de Moncton, tandis qu'une petite entreprise a découvert un filon au nord de la ville.

## Opposition
En mai 2007, les citoyens de Cocagne se sont élevés contre l'exploration faite sur leur terrain. À la suite d'une rencontre publique avec un fonctionnaire provincial, le président du Groupe de développement durable du Pays de Cocagne, Léopold Bourgeois, a affirmé que le groupe allait s'occuper de ce dossier.
Donald Arsenault a affirmé que le projet d'exploitation de l'uranium au Nouveau-Brunswick n'est pas lié à la réfection de la centrale de la Pointe-Lepreau, ni au projet d'une seconde centrale. Il a par contre affirmé que cela serait une opportunité.
À l'Assemblée législative du Nouveau-Brunswick, l'opposition a réclamé l'adoption d'un moratoire sur l'exploration et l'exploitation d'uranium. Le 18 avril, le premier ministre Shawn Graham a affirmé qu'il n'était pas nécessaire de se préparer en cas d'accident nucléaire lié à l'exploitation d'uranium car cela prendra plusieurs années avant qu'un mine soit ouverte, qu'aucune compagnie n'a encore demandé de permis et que la demande d'un permis nécessite des études d'impact environnemental. Le chef conservateur Claude Williams a affirmé que le gouvernement a peu fait pour apaiser les inquiétudes des citoyens quant aux impacts environnementaux et sanitaires reliés à l'exploration d'uranium.
Il y a eu de l'exploration en plusieurs endroits des comtés d'Albert, de Westmorland et de Kent.
Des rencontres de sensibilisation sur les dangers de l’uranium ont eu lieu dans le Sud-Est de la province au cours du mois d'avril.
Lors de rencontres d'informations au mois de juin, plusieurs propriétaires se sont dits préoccupés à l'idée d'être expropriés par les compagnies minières. L'Alliance agricole du Nouveau-Brunswick s'est plainte au gouvernement concernant certaines compagnies minières qui ont pénétré sans autorisation sur des terres privées pour faire du marquage.
Le 18 mars, le conseil municipal de Moncton a envoyé une résolution aux députés locaux, leur demandant d'interdire l'exploration et l'exploitation.
À la suite des rencontres d'information, le Forum des maires Acadie-Beauséjour, formé par les neuf municipalités du sud-est, a demandé au gouvernement d'adopter un moratoire provisoire contre l’octroi de permis pour l’exploitation des mines d’uranium dans leur région. Selon le maire de Dieppe, Achille Maillet, le moratoire servirait à protéger les sources d'eau potable de la région.